# Kongreß deutscher Volkswirte
Der erste Kongreß deutscher Volkswirte, auch Volkswirtschaftlicher Kongreß genannt, fand 1858 in Gotha statt. Dieser und die folgenden Kongresse setzten sich für Freihandel und allgemein eine Liberalisierung des Wirtschaftslebens ein, wie etwa Gewerbefreiheit oder Freizügigkeit, und waren offen für die Vertreter des Genossenschaftswesens auf der Basis der Selbsthilfe. Als politische Inspiration diente Richard Cobdens Anti-Corn Law League und deren erfolgreiche Kampagne von 1838–1846 zur Abschaffung der Kornzölle.

## Geschichte der Kongresse

### Vorgeschichte

Viktor Böhmert

Viktor Böhmert war Chefredakteur des Bremer Handelsblattes und veröffentlichte in dieser Zeitung am 23. Mai 1857 einen Aufruf zu einem „Kongreß deutscher Volkswirte“. Diesen Aufruf schickte er auch an die Redaktionen von etwa zwanzig größeren deutschen Zeitungen, die ihn ebenfalls abdruckten. Viele Redakteure, Kaufleute, Beamte und Politiker äußerten sich zustimmend zu diesem Plan. Der Wohltätigkeitskongreß in Frankfurt am Main im September 1857 wurde dann die „Wiege des Volkswirtschaftlichen Kongresses“. Der Wohltätigkeitskongreß billigte am 19. September 1857 einen „Aufruf zur Bildung von volkswirtschaftlichen Vereinen“ und Adolf Lette schlug vor, den ersten Kongreß der deutschen Volkswirte im Herbst 1858 in Gotha abzuhalten.
Gotha wurde als Tagungsort gewählt, weil im liberalen Fürstentum Sachsen-Coburg-Gotha durch die Polizei von reaktionären deutschen Staaten nicht gegen die Teilnehmer oder den Kongress selbst vorgegangen werden konnte.

### Kongress in Gotha
In Gotha hatte sich unter Leitung von Rechtsanwalt Dr. Henneberg ein Lokalkomitee gebildet, das den Kongreß vorbereitete. Vom 19. bis 22. September 1858 tagte der erste Kongress der deutschen Volkswirte in Gotha, bei dem 109 Teilnehmer aus allen deutschen Staaten anwesend waren. Am 20. September wurde von der Vollversammlung einstimmig ein Statut angenommen, dass der Kongress alljährlich an einem anderen Ort tagen solle und eine „Ständige Deputation“ solle die Kongresse vorbereiten. 
Auf der Tagesordnung des Kongresses in Gotha standen „Gewerbefreiheit“, „Assoziationswesen“ und „Zollgesetzgebung“. Für diese drei Themen wählte die Versammlung drei Ausschüsse. In den Ausschüssen und in der Vollversammlung war man der Ansicht, dass „an Stelle der durch die moderne Technik überwundenen Zünfte die freiwilligen Genossenschaften den Gewerbetreibenden vorwärts helfen müßten.“ 
Hermann Schulze-Delitzsch hielt eine Rede über die von ihm gegründeten Vorschußvereine und Assoziationen und erreichte, dass der Kongress seine wirtschaftspolitischen Leitsätze annahm. Eine heftige Diskussion entstand wegen der Zollfrage. Der Gegensatz zwischen den Schutzzöllnern und Freihändlern trat stark hervor. Für den Schutzzoll setzten sich besonders stark die anwesenden Österreicher ein. Der Hannoveraner Rudolf von Benningsen, der ein Jahr später zum Vorsitzenden des Deutschen Nationalvereins gewählt wurde, versuchte zwischen den beiden Gruppen zu vermitteln und brachte schließlich einen Vertagungsantrag ein. Auf den folgenden Kongressen siegten die Freihändler. 
Zum Abschluss des Kongresses in Gotha wählte die Versammlung in die „Ständige Deputation“: Adolf Lette (Berlin), Hermann Schulze-Delitzsch (Potsdam), Karl Braun (Wiesbaden), Rudolf von Benningsen (Hannover), Eduard Pickford (Heidelberg) und den Finanzrat Hopf (Gotha). Diese Deputation war die erste gesamtdeutsche politische Führungsgruppe der Liberalen und Demokraten.

### Weitere Kongresse und ihre wirtschaftlichen Wirkungen

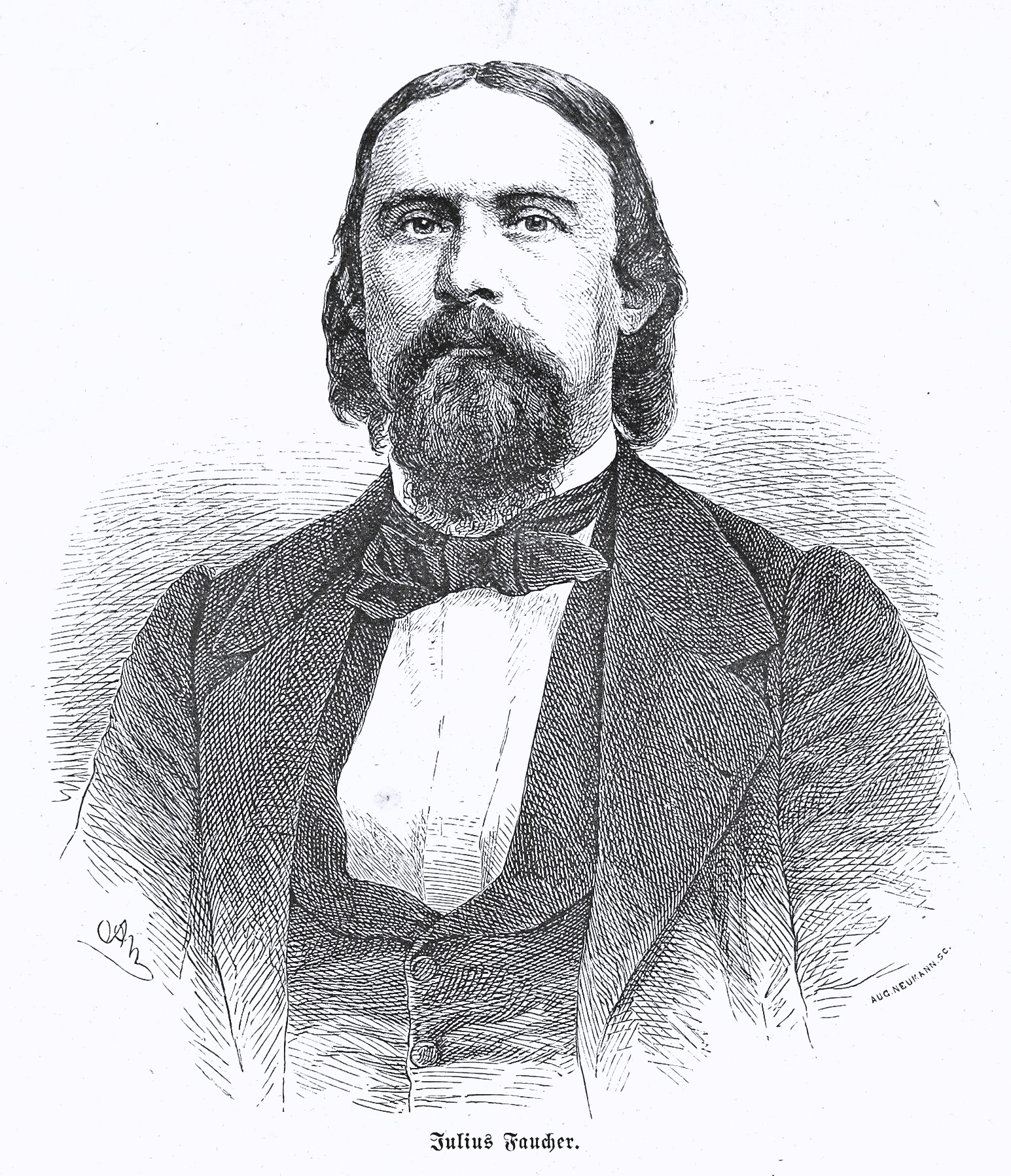
Julius Faucher

Bis zum Jahre 1863 bestand die „Ständige Deputation“ aus dem Präsidenten, zwei Vizepräsidenten und drei Sekretären. 1863 wurde dieser Ausschuss von sechs auf neun Mitglieder erweitert. Jeder Volkswirt konnte sich freiwillig an der Arbeit der Deputation beteiligen, welche die Kongresse vorbereiten musste. Weitere Hauptteilnehmer der Kongresse waren dessen langjähriger Vorsitzender Julius Faucher, Max Wirth, Theodor Barth, Max von Forckenbeck, John Prince-Smith, Otto Michaelis, Heinrich Bernhard Oppenheim und Eugen Richter.
Der Kongreß tagte einmal im Jahr im späten Sommer. 1858 in Gotha, 1859 in Frankfurt am Main, 1860 in Köln, 1861 in Stuttgart, 1862 in Weimar, 1863 in Dresden, 1864 in Hannover, 1865 in Nürnberg, 1866 in Braunschweig (Aufgrund des Deutsch-Deutschen Krieges im kleineren Rahmen), 1867 in Hamburg, 1868 in Breslau, 1869 in Mainz, 1870 ausgefallen wegen des Deutsch-Französischen Krieges, 1871 in Lübeck, 1872 in Danzig, 1873 in Wien, 1874 in Krefeld, 1875 in München, 1876 in Bremen, 1878 in Posen, 1880 in Berlin, 1882 in Mannheim, 1883 in Königsberg, 1885 in Nürnberg. 
An den vier Kongreßtagen wurden fünf Vorträge über wirtschaftliche Fragen gehalten. Über jeden Vortrag diskutierten die Teilnehmer und beschlossen Resolutionen, die in den deutschen Zeitungen veröffentlicht wurden. Folgende Themen standen von 1858 bis 1867 im Mittelpunkt: Genossenschaftswesen, Patentgesetzgebung, Gewerbegesetzgebung, Bankfrage, Freizügigkeit, Wohnungsfrage, Versicherungswesen, Zollvereinsverfassung, Postwesen, Eisenbahnwesen, Münzeinheit und Goldwährung.  
Die zunehmende Liberalisierung im deutschen Wirtschaftsraum, zuerst im Deutschen Zollverein, dann im Norddeutschen Bund und dem ihm folgenden Deutschen Reich, sowie die nationale Einigung wurden vom Kongreß begrüßt und mitgetragen. Aufgrund des Einflusses auf die Politik, den der Kongreß genoss, wurden die dem Kongreß deutscher Volkswirte nahestehenden oder sogar an ihm teilnehmenden Politiker auch als Freihandelspartei bezeichnet. Wichtige Impulse (z. B. Einführung der Goldwährung 1871, Beschränkung der Banknoten 1874) konnte der Volkswirtschaftliche Kongreß für die Politik geben.
Von den Teilnehmern der Kongresse wurden volkswirtschaftliche Vereinigungen gegründet, wie die Volkswirtschaftliche Gesellschaft für Ost- und Westpreußen, mitbegründet von Max von Forckenbeck, der an der Versammlung der Volkswirte in Gotha teilgenommen hatte, und die Volkswirtschaftliche Gesellschaft in Berlin von John Prince-Smith und Otto Michaelis.
Der Kongress deutscher Volkswirte war das Vorbild für die Bildung anderer Vereinigungen und Kongresse. So wurde 1860 der Deutsche Handelstag gegründet. Es entstanden der Deutsche Juristentag und der Kongreß der Ärzte, Handwerkervereine und Gewerbevereine.

### Politische Wirkungen
Die Versammlungen der Kongresse deutscher Volkswirte und die regionalen Tagungen förderten die Gespräche zwischen den liberalen und demokratischen Politikern der deutschen Staaten. Sie tauschten nicht nur Gedanken über Wirtschaftspolitik aus, sondern verabredeten auch die Gründung von politischen Organisationen und Parteien. Nach dem zweiten Kongress der Volkswirte, der 1859 in Frankfurt am Main stattfand, bildete sich der Deutsche Nationalverein, an dessen Gründung zahlreiche Politiker des Volkswirtschaftlichen Kongresses in Frankfurt beteiligt waren. Der Kongress in Braunschweig im August 1866 beteiligte sich an der Gründung der Nationalliberalen Partei in Norddeutschland und verabschiedete ein Wirtschaftsprogramm, das für die Nationalliberale Partei auf dem Konstituierenden Reichstag des Norddeutschen Bundes maßgebend war und auf die Gestaltung der deutschen Reichsverfassung einwirkte. Auf dem XI. Kongreß deutscher Volkswirte vom 1. bis 4. September 1869 in Mainz berieten die Nationalliberalen über den Zusammenschluss der Liberalen der süddeutschen Staaten, die 1870 in Karlsruhe eine nationalliberale Partei für Süddeutschland gründeten.

### Das Ende der Kongresse
Mit dem zunehmenden Protektionismus ab Ende der 1870er Jahre verlor der Kongreß an Bedeutung. Das Jahr 1880 wurde ein Schicksalsjahr für die deutsche Freihandelsbewegung, für den deutschen Liberalismus und für den Kongreß deutscher Volkswirte. 1880 stimmte der Reichstag Bismarcks Schutzzollpolitik zu, was dann auch zur Spaltung der Nationalliberalen Partei führte. Der Kongreß deutscher Volkswirte tagte zum 22. und letzten Mal 1885 in Nürnberg. Das von der Ständigen Deputation in Braunschweig 1866 angesetzte Treffen wurde wegen des kriegsbedingt kleineren Rahmens nicht als vollwertiger Kongress mitgezählt. 
Die Berichte über die Verhandlungen der alljährlichen Kongresse erschienen seit 1861 im Druck; ferner gab die Ständige Deputation des Volkswirtschaftlichen Kongresses zusammen mit der Volkswirtschaftlichen Gesellschaft noch bis nach 1900 die Publikation Volkswirtschaftliche Zeitfragen herausgab. 